# Észtország az 1992. évi nyári olimpiai játékokon
Észtország a spanyolországi Barcelonában megrendezett 1992. évi nyári olimpiai játékok egyik részt vevő nemzete volt. Az országot az olimpián 13 sportágban 37 sportoló képviselte, akik összesen 2 érmet szereztek. A Szovjetuniótól való függetlenné válása után ez volt az első alkalom, hogy Észtország önállóan vett részt a nyári olimpiai játékokon. Ezt megelőzően az ország sportolói öt alkalommal szerepeltek önálló csapattal nyári olimpián.

## Érmesek
| Érem  | Versenyző                   | Sportág      | Versenyszám          |
| ----- | --------------------------- | ------------ | -------------------- |
| Arany | Erika Salumäe               | Kerékpározás | Női egyéni sprint    |
| Bronz | Toomas Tõniste Tõnu Tõniste | Vitorlázás   | Férfi 470-es osztály |

## Asztalitenisz
Férfi
| Versenyző    | Versenyszám | Csoportkör                                                                                                  | Csoportkör | Nyolcaddöntő      | Negyeddöntő       | Elődöntő          | Döntő             | Helyezés |
| Versenyző    | Versenyszám | Ellenfél Eredmény                                                                                           | Hely.      | Ellenfél Eredmény | Ellenfél Eredmény | Ellenfél Eredmény | Ellenfél Eredmény | Helyezés |
| ------------ | ----------- | --- | ---------- | ----------------- | ----------------- | ----------------- | ----------------- | -------- |
| Igor Solopov | Egyes       | B csoport · Kang Hicshan (Gang Hui-Chan) (KOR) · 0-2 · Jan-Ove Waldner (SWE) · 0-2 · Mourad Sta (TUN) · 2-0 | 3.         | kiesett           | kiesett           | kiesett           | kiesett           | 33.      |

## Atlétika
Férfi
| Versenyző       | Versenyszám   | Selejtező | Selejtező | Döntő    | Döntő    |
| Versenyző       | Versenyszám   | Eredmény  | Helyezés  | Eredmény | Helyezés |
| --------------- | ------------- | --------- | --------- | -------- | -------- |
| Valeri Bukrejev | Rúdugrás      | 550 cm    | 17.       | kiesett  | kiesett  |
| Jüri Tamm       | Kalapácsvetés | 78,16 m   | 3.        | 77,52 m  | 5.       |

| Versenyző      | Versenyszám | 100 m | 100 m | Távolugrás | Távolugrás | Súlylökés | Súlylökés | Magasugrás | Magasugrás | 400 m | 400 m | 110 m gát | 110 m gát | Diszkoszvetés | Diszkoszvetés | Rúdugrás | Rúdugrás | Gerelyhajítás            | Gerelyhajítás            | 1500 m           | 1500 m           | Végeredmény   | Végeredmény   |
| Versenyző      | Versenyszám | Idő   | Pont  | Eredmény   | Pont       | Eredmény  | Pont      | Eredmény   | Pont       | Idő   | Pont  | Idő       | Pont      | Eredmény      | Pont          | Eredmény | Pont     | Eredmény                 | Pont                     | Idő              | Pont             | Pont          | Helyezés      |
| -------------- | ----------- | ----- | ----- | ---------- | ---------- | --------- | --------- | ---------- | ---------- | ----- | ----- | --------- | --------- | ------------- | ------------- | -------- | -------- | ------------------------ | ------------------------ | ---------------- | ---------------- | ------------- | ------------- |
| Andrei Nazarov | Tízpróba    | 11,03 | 854   | 713 cm     | 845        | 13,11 m   | 674       | 209 cm     | 887        | 49,03 | 860   | 14,60     | 899       | 44,58 m       | 758           | 480 cm   | 849      | 54,56 m                  | 656                      | 4:26,19          | 770              | 8052          | 14.           |
| Erki Nool      | Tízpróba    | 11,08 | 843   | 779 cm     | 1007       | 12,14 m   | 615       | 197 cm     | 776        | 49,76 | 826   | 15,95     | 738       | 35,46 m       | 573           | 500 cm   | 910      | érvényes kísérlet nélkül | érvényes kísérlet nélkül | nem állt rajthoz | nem állt rajthoz | nem ért célba | nem ért célba |

Női
| Versenyző     | Versenyszám | Előfutam | Előfutam | Előfutam | Negyeddöntő | Negyeddöntő | Negyeddöntő | Elődöntő | Elődöntő | Elődöntő | Döntő   | Döntő    |
| Versenyző     | Versenyszám | Idő      | Hely.    | Össz.    | Idő         | Hely.       | Össz.       | Idő      | Hely.    | Össz.    | Idő     | Helyezés |
| ------------- | ----------- | -------- | -------- | -------- | ----------- | ----------- | ----------- | -------- | -------- | -------- | ------- | -------- |
| Anu Kaljurand | 100 m gát   | 13,81    | 6.       | 31.      | kiesett     | kiesett     | kiesett     | kiesett  | kiesett  | kiesett  | kiesett | kiesett  |

| Versenyző     | Versenyszám | 100 m gát | 100 m gát | Magasugrás | Magasugrás | Súlylökés | Súlylökés | 200 m | 200 m | Távolugrás | Távolugrás | Gerelyhajítás | Gerelyhajítás | 800 m   | 800 m | Végeredmény | Végeredmény |
| Versenyző     | Versenyszám | Idő       | Pont      | Eredmény   | Pont       | Eredmény  | Pont      | Idő   | Pont  | Eredmény   | Pont       | Eredmény      | Pont          | Idő     | Pont  | Pont        | Helyezés    |
| ------------- | ----------- | --------- | --------- | ---------- | ---------- | --------- | --------- | ----- | ----- | ---------- | ---------- | ------------- | ------------- | ------- | ----- | ----------- | ----------- |
| Anu Kaljurand | Hétpróba    | 13,64     | 1030      | 173 cm     | 891        | 12,83 m   | 716       | 25,29 | 860   | 635 cm     | 959        | 47,42 m       | 810           | 2:19,61 | 829   | 6095        | 17.         |

## Birkózás
Kötöttfogású
| Versenyző      | Versenyszám | Csoportkör | Csoportkör | Helyosztók                   | Helyosztók        | Helyosztók        | Bronz- mérkőzés   | Döntő             | Helyezés    |
| Versenyző      | Versenyszám | Csoportkör | Csoportkör | 9. helyért                   | 7. helyért        | 5. helyért        | Bronz- mérkőzés   | Döntő             | Helyezés    |
| Versenyző      | Versenyszám | Ellenfél Eredmény | Hely.      | Ellenfél Eredmény            | Ellenfél Eredmény | Ellenfél Eredmény | Ellenfél Eredmény | Ellenfél Eredmény | Helyezés    |
| -------------- | ----------- | --- | ---------- | ---------------------------- | ----------------- | ----------------- | ----------------- | ----------------- | ----------- |
| Valeri Nikitin | 68 kg       | A csoport · Kim Szongmun (Kim Seong-Mun) (KOR) · 9-6 · Abdollah Chamangoli (IRI) · 5-7 · İslam Duqiçiyev (EUN) · 0-4 | 7.         | kiesett                      | kiesett           | kiesett           | kiesett           | kiesett           | helyezetlen |
| Helger Hallik  | 100 kg      | A csoport · Jörgen Olsson (SWE) · 1-0 · Andrzej Wroński (POL) · 0-2 · Dennis Koslowski (USA) · 0-1                   | 5.         | Miloš Govedarica (IOP) · 0-5 |                   |                   |                   |                   | 10.         |

Szabadfogású
| Versenyző  | Versenyszám | Csoportkör | Csoportkör | Helyosztók        | Helyosztók        | Helyosztók        | Bronz- mérkőzés   | Döntő             | Helyezés    |
| Versenyző  | Versenyszám | Csoportkör | Csoportkör | 9. helyért        | 7. helyért        | 5. helyért        | Bronz- mérkőzés   | Döntő             | Helyezés    |
| Versenyző  | Versenyszám | Ellenfél Eredmény | Hely.      | Ellenfél Eredmény | Ellenfél Eredmény | Ellenfél Eredmény | Ellenfél Eredmény | Ellenfél Eredmény | Helyezés    |
| ---------- | ----------- | --- | ---------- | ----------------- | ----------------- | ----------------- | ----------------- | ----------------- | ----------- |
| Küllo Kõiv | 68 kg       | B csoport · Georg Schwabenland (GER) · 2-4 · Ko Jongho (Go Yeong-Ho) (KOR) · 1-3                                                              | 8.         | kiesett           | kiesett           | kiesett           | kiesett           | kiesett           | helyezetlen |
| Arvi Aavik | 100 kg      | A csoport · Nakanisi Manabu (JPN) · 2-0 (kétvállas) · Szubhas Verma (IND) · 0-3 · Heiko Balz (GER) · 0-3 · Kazem Gholami (IRI) · visszalépett | 6.         | kiesett           | kiesett           | kiesett           | kiesett           | kiesett           | helyezetlen |

## Cselgáncs
Férfi
| Versenyző        | Versenyszám  | Selejtező         | 32-es főtábla                     | Nyolcaddöntő      | Negyeddöntő       | Elődöntő          | Vigaszág első kör | Vigaszág nyolcaddöntő       | Vigaszág negyeddöntő                | Vigaszág elődöntő                     | Bronz- mérkőzés               | Döntő             | Helyezés |
| Versenyző        | Versenyszám  | Ellenfél Eredmény | Ellenfél Eredmény                 | Ellenfél Eredmény | Ellenfél Eredmény | Ellenfél Eredmény | Ellenfél Eredmény | Ellenfél Eredmény           | Ellenfél Eredmény                   | Ellenfél Eredmény                     | Ellenfél Eredmény             | Ellenfél Eredmény | Helyezés |
| ---------------- | ------------ | ----------------- | --------------------------------- | ----------------- | ----------------- | ----------------- | ----------------- | --------------------------- | ----------------------------------- | ------------------------------------- | ----------------------------- | ----------------- | -------- |
| Indrek Pertelson | Félnehézsúly | erőnyerő          | Raymond Stevens (GBR) · 0000-1000 |                   |                   |                   |                   | Radu Ivan (ROU) · 0001-0000 | Belarmino Salgado (CUB) · 1000-0000 | Robert Van de Walle (BEL) · 1000-0000 | Theo Meijer (NED) · 0000-0001 |                   | 5.       |

## Evezés
Férfi
| Versenyző                                                    | Versenyszám              | Előfutam | Előfutam | Vigaszág | Vigaszág | Elődöntő | Elődöntő | Elődöntő | Döntő | Döntő   | Döntő | Helyezés |
| Versenyző                                                    | Versenyszám              | Idő      | Hely.    | Idő      | Hely.    | Típus    | Idő      | Hely.    | Típus | Idő     | Hely. | Helyezés |
| ------------------------------------------------------------ | ------------------------ | -------- | -------- | -------- | -------- | -------- | -------- | -------- | ----- | ------- | ----- | -------- |
| Jüri Jaanson                                                 | Egypárevezős             | 7:00,85  | 2.       | 7:05,52  | 1.       | A/B      | 6:55,64  | 2.       | A     | 7:12,92 | 5.    | 5.       |
| Priit Tasane Roman Lutoškin                                  | Kétpárevezős             | 6:44,79  | 4.       | 6:38,58  | 2.       | A/B      | 6:21,43  | 2.       | A     | 6:23,34 | 4.    | 4.       |
| Vjatšeslav Divonin Toomas Vilpart Tarmo Virkus Marek Avamere | Kormányos nélküli négyes | 6:27,97  | 5.       | 6:30,63  | 5.       |          |          |          | C     | 6:38,76 | 2.    | 14.      |

## Íjászat
Férfi
| Versenyző   | Versenyszám | Selejtező | Selejtező | Selejtező | Selejtező | Selejtező | Selejtező | Selejtező | Selejtező | Selejtező | Selejtező | Kieséses szakasz  | Kieséses szakasz  | Kieséses szakasz  | Kieséses szakasz  | Kieséses szakasz  | Helyezés |
| Versenyző   | Versenyszám | 30 m      | 30 m      | 50 m      | 50 m      | 70 m      | 70 m      | 90 m      | 90 m      | Pont      | Hely.     | 32-es főtábla     | Nyolcaddöntő      | Negyeddöntő       | Elődöntő          | Döntő             | Helyezés |
| Versenyző   | Versenyszám | Pont      | Hely.     | Pont      | Hely.     | Pont      | Hely.     | Pont      | Hely.     | Pont      | Hely.     | Ellenfél Eredmény | Ellenfél Eredmény | Ellenfél Eredmény | Ellenfél Eredmény | Ellenfél Eredmény | Helyezés |
| ----------- | ----------- | --------- | --------- | --------- | --------- | --------- | --------- | --------- | --------- | --------- | --------- | ----------------- | ----------------- | ----------------- | ----------------- | ----------------- | -------- |
| Raul Kivilo | Egyéni      | 342       | 42.       | 321       | 20.       | 320       | 30.       | 262       | 68.       | 1245      | 52.       | kiesett           | kiesett           | kiesett           | kiesett           | kiesett           | 52.      |

## Kajak-kenu

### Síkvízi
Férfi
| Versenyző    | Versenyszám       | Előfutam | Előfutam | Előfutam | Vigaszág | Vigaszág | Vigaszág | Elődöntő | Elődöntő | Elődöntő | Döntő   | Döntő    |
| Versenyző    | Versenyszám       | Idő      | Hely.    | Össz.    | Idő      | Hely.    | Össz.    | Idő      | Hely.    | Össz.    | Idő     | Helyezés |
| ------------ | ----------------- | -------- | -------- | -------- | -------- | -------- | -------- | -------- | -------- | -------- | ------- | -------- |
| Tiit Tikerpe | Kenu egyes 500 m  | 1:57,95  | 4.       | 14.      | 1:56,24  | 2.       | 5.       | 2:06,24  | 9.       | 18.      | kiesett | kiesett  |
| Tiit Tikerpe | Kenu egyes 1000 m | 4:14,73  | 5.       | 15.      | 4:05,05  | 3.       | 6.       | kizárták | kizárták | kizárták | kiesett | kiesett  |

## Kerékpározás

### Országúti kerékpározás
Férfi
| Versenyző        | Versenyszám   | Idő            | Helyezés |
| ---------------- | ------------- | -------------- | -------- |
| Lauri Aus        | Mezőnyverseny | 4:35:56(+0:35) | 5.       |
| Raido Kodanipork | Mezőnyverseny | 4:35:56(+0:35) | 9.       |

### Pálya-kerékpározás
Sprintversenyek
| Versenyző     | Versenyszám | Selejtező | Selejtező | 1. forduló                                            | 1. forduló | Vigaszág             | Vigaszág | Negyeddöntő                                      | 5–8. helyért           | 5–8. helyért | Elődöntő                                 | Döntő                                         | Helyezés |
| Versenyző     | Versenyszám | Idő       | Hely.     | Ellenfelek Győztes idő                                | Hely.      | Ellenfél Győztes idő | Hely.    | Ellenfél Győztes idő                             | Ellenfelek Győztes idő | Hely.        | Ellenfél Győztes idő                     | Ellenfél Győztes idő                          | Helyezés |
| ------------- | ----------- | --------- | --------- | ----------------------------------------------------- | ---------- | -------------------- | -------- | ------------------------------------------------ | ---------------------- | ------------ | ---------------------------------------- | --------------------------------------------- | -------- |
| Erika Salumäe | Női egyéni  | 11,857    | 6.        | Annett Neumann (GER) · Daniela Larreal (VEN) · 12,377 | 1.         |                      |          | Galina Yenyukhina (EUN) · 12,192, 12,930, 12,090 |                        |              | Félicia Ballanger (FRA) · 11,937, 12,423 | Annett Neumann (GER) · 12,766, 12,667, 12,244 |          |

## Öttusa
| Versenyző      | Versenyszám | Vívás    | Vívás | Vívás | Úszás  | Úszás | Úszás | Lövészet | Lövészet | Lövészet | Futás   | Futás | Futás | Lovaglás | Lovaglás | Lovaglás | Összesen    | Összesen |
| Versenyző      | Versenyszám | Pontszám | Pont  | Hely. | Idő    | Pont  | Hely. | Eredmény | Pont     | Hely.    | Idő     | Pont  | Hely. | Idő      | Pont     | Hely.    | Összes pont | Helyezés |
| -------------- | ----------- | -------- | ----- | ----- | ------ | ----- | ----- | -------- | -------- | -------- | ------- | ----- | ----- | -------- | -------- | -------- | ----------- | -------- |
| Imre Tiidemann | Egyéni      | 34-31    | 796   | 28.** | 3:28,2 | 1208  | 39.   | 184      | 1030     | 33.*     | 12:43,3 | 1276  | 2.    | 2:47,2   | 670      | 57.      | 4980        | 39.      |

* - hat másik versenyzővel azonos eredményt ért el

** - nyolc másik versenyzővel azonos eredményt ért el

## Sportlövészet
Női
| Versenyző | Versenyszám   | Selejtező | Selejtező | Döntő   | Döntő    |
| Versenyző | Versenyszám   | Pont      | Helyezés  | Pont    | Helyezés |
| --------- | ------------- | --------- | --------- | ------- | -------- |
| Inna Rose | Légpisztoly   | 376       | 21.*      | kiesett | kiesett  |
| Inna Rose | Sportpisztoly | 567       | 35.       | kiesett | kiesett  |

Nyílt
| Versenyző      | Versenyszám | Selejtező | Selejtező | Elődöntő | Elődöntő | Döntő   | Döntő    |
| Versenyző      | Versenyszám | Pont      | Helyezés  | Pont     | Helyezés | Pont    | Helyezés |
| -------------- | ----------- | --------- | --------- | -------- | -------- | ------- | -------- |
| Urmas Saaliste | Trap        | 137       | 39.**     | kiesett  | kiesett  | kiesett | kiesett  |
| Peeter Päkk    | Skeet       | 144       | 33.***    | kiesett  | kiesett  | kiesett | kiesett  |

* - két másik versenyzővel azonos eredményt ért el

** - négy másik versenyzővel azonos eredményt ért el

*** - nyolc másik versenyzővel azonos eredményt ért el

## Úszás
Férfi
| Versenyző                                         | Versenyszám            | Előfutam | Előfutam | Előfutam | Döntő   | Döntő   | Döntő   | Helyezés |
| Versenyző                                         | Versenyszám            | Idő      | Hely.    | Össz.    | Típus   | Idő     | Hely.   | Helyezés |
| ------------------------------------------------- | ---------------------- | -------- | -------- | -------- | ------- | ------- | ------- | -------- |
| Indrek Sei                                        | 50 m gyors             | 23,68    | 8.       | 31.      | kiesett | kiesett | kiesett | kiesett  |
| Indrek Sei                                        | 100 m gyors            | 51,47    | 2.       | 32.*     | kiesett | kiesett | kiesett | kiesett  |
| Ilmar Ojase                                       | 100 m hát              | 57,08    | 7.       | 20.      | kiesett | kiesett | kiesett | kiesett  |
| Ilmar Ojase                                       | 200 m hát              | 2:05,76  | 5.       | 30.      | kiesett | kiesett | kiesett | kiesett  |
| Marko Pachel                                      | 100 m mell             | 1:03,40  | 2.       | 19.      | kiesett | kiesett | kiesett | kiesett  |
| Aldo Suurväli                                     | 100 m pillangó         | 55,78    | 3.       | 30.      | kiesett | kiesett | kiesett | kiesett  |
| Ilmar Ojase Marko Pachel Aldo Suurväli Indrek Sei | 4 × 100 m vegyes váltó | 3:46,87  | 6.       | 15.      | kiesett | kiesett | kiesett | kiesett  |

* - egy másik versenyzővel azonos időt ért el

## Vitorlázás
Férfi
| Versenyző                   | Versenyszám     | Futam  | Futam | Futam | Futam | Futam | Futam  | Futam | Futam | Futam | Futam | Pontszám | Helyezés |
| Versenyző                   | Versenyszám     | 1      | 2     | 3     | 4     | 5     | 6      | 7     | 8     | 9     | 10    | Pontszám | Helyezés |
| --------------------------- | --------------- | ------ | ----- | ----- | ----- | ----- | ------ | ----- | ----- | ----- | ----- | -------- | -------- |
| Kaijo Kuusing               | Szörfvitorlázás | (51,0) | 23,0  | 14,0  | 28,0  | 30,0  | 28,0   | 27,0  | 26,0  | 22,0  | 35,0  | 233,0    | 21.      |
| Toomas Tõniste Tõnu Tõniste | 470-es osztály  | 16,0   | 17,0  | 13,0  | 8,0   | 11,7  | (34,0) | 3,0   |       |       |       | 68,7     |          |

Női
| Versenyző    | Versenyszám | Futam | Futam | Futam | Futam | Futam | Futam | Futam  | Pontszám | Helyezés |
| Versenyző    | Versenyszám | 1     | 2     | 3     | 4     | 5     | 6     | 7      | Pontszám | Helyezés |
| ------------ | ----------- | ----- | ----- | ----- | ----- | ----- | ----- | ------ | -------- | -------- |
| Krista Kruuv | Europe      | 5,7   | 14,0  | 5,7   | 15,0  | 15,0  | 11,7  | (22,0) | 67,1     | 6.       |

## Vívás
Férfi
| Versenyző      | Versenyszám       | Csoportkör | Csoportkör | Selejtező                           | 32-es főtábla              | Egyenes ág a negyeddöntőért          | Egyenes ág a negyeddöntőért        | Vigaszág a negyeddöntőért | Vigaszág a negyeddöntőért | Vigaszág a negyeddöntőért | Vigaszág a negyeddöntőért | Negyeddöntő                     | Elődöntő                     | Döntő                                                   | Helyezés |
| Versenyző      | Versenyszám       | Csoportkör | Csoportkör | Selejtező                           | 32-es főtábla              | 1. kör                               | 2. kör                             | 1. kör                    | 2. kör                    | 3. kör                    | 4. kör                    | Negyeddöntő                     | Elődöntő                     | Döntő                                                   | Helyezés |
| Versenyző      | Versenyszám       | Ellenfél Eredmény | Hely.      | Ellenfél Eredmény                   | Ellenfél Eredmény          | Ellenfél Eredmény                    | Ellenfél Eredmény                  | Ellenfél Eredmény         | Ellenfél Eredmény         | Ellenfél Eredmény         | Ellenfél Eredmény         | Ellenfél Eredmény               | Ellenfél Eredmény            | Ellenfél Eredmény                                       | Helyezés |
| -------------- | ----------------- | --- | ---------- | ----------------------------------- | -------------------------- | ------------------------------------ | ---------------------------------- | ------------------------- | ------------------------- | ------------------------- | ------------------------- | ------------------------------- | ---------------------------- | ------------------------------------------------------- | -------- |
| Kaido Kaaberma | Párbajtőr, egyéni | 9. csoport · Kovács Iván (HUN) · 1-5 · Csang Theszok (KOR) · 5-2 · Jon Normile (USA) · 5-0 · Witold Gadomski (POL) · 5-2 · Tan Kim Huat (SIN) · 5-3 · Robert Davidson (AUS) · 4-5     | 2.         | Handry Lenzun (INA) · 5-1, 1-5, 5-3 | I Szanggi (KOR) · 5-2, 5-3 | Fernando de la Peña (ESP) · 6-4, 6-5 | Éric Srecki (FRA) · 5-3, 3-'5, 6-5 |                           |                           |                           |                           | Mauricio Rivas (COL) · 5-3, 5-3 | Éric Srecki (FRA) · 2-5, 3-5 | Bronzmérkőzés · Jean-Michel Henry (FRA) · 5-2, 2-5, 3-5 | 4.       |
| Viktor Zuikov  | Párbajtőr, egyéni | 10. csoport · Pavel Kolobkov (EUN) · 3-5 · Thomas Lundblad (SWE) · 5-2 · Arnd Schmitt (GER) · 5-2 · Rui Frazão (POR) · 5-4 · Rafael di Tella (ARG) · 3-5 · Wong Liang Hun (SIN) · 3-5 | 4.         | Szerhij Kravcsuk (EUN) · 5-6, 4-5   | kiesett                    | kiesett                              | kiesett                            | kiesett                   | kiesett                   | kiesett                   | kiesett                   | kiesett                         | kiesett                      | kiesett                                                 | 39.      |